# Episodi di Susan (seconda stagione)
La seconda stagione della serie televisiva Susan è stata trasmessa in anteprima negli Stati Uniti d'America dalla NBC tra il 22 settembre 1997 e il 18 maggio 1998.
| nº | Titolo originale                       | Titolo italiano | Prima TV USA      | Prima TV Italia |
| -- | -------------------------------------- | --------------- | ----------------- | --------------- |
| 1  | I Love You, I Think                    |                 | 22 settembre 1997 |                 |
| 2  | Past Tense                             |                 | 29 settembre 1997 |                 |
| 3  | Truth and Consequences                 |                 | 6 ottobre 1997    |                 |
| 4  | Next Stop, Heaven                      |                 | 13 ottobre 1997   |                 |
| 5  | Susan's Minor Complication             |                 | 20 ottobre 1997   |                 |
| 6  | It's a Mad, Mad, Mad, Maddy World      |                 | 3 novembre 1997   |                 |
| 7  | It's My Nana and I'll Cry If I Want To |                 | 10 novembre 1997  |                 |
| 8  | A Kiss Before Dying... on Stage        |                 | 17 novembre 1997  |                 |
| 9  | The Old and the Beautiful              |                 | 24 novembre 1997  |                 |
| 10 | I Didn't Write This                    |                 | 8 dicembre 1997   |                 |
| 11 | Yule Never Know                        |                 | 15 dicembre 1997  |                 |
| 12 | A Kiss Is Just Amiss                   |                 | 5 gennaio 1998    |                 |
| 13 | The Big Shalom                         |                 | 12 gennaio 1998   |                 |
| 14 | Matchmaker, Matchmaker                 |                 | 19 gennaio 1998   |                 |
| 15 | Car Trouble                            |                 | 26 gennaio 1998   |                 |
| 16 | Ready... Aim... Fong!                  |                 | 2 febbraio 1998   |                 |
| 17 | Daddy Piper                            |                 | 9 marzo 1998      |                 |
| 18 | Not in This Life                       |                 | 16 marzo 1998     |                 |
| 19 | Models and Strippers and Wasps, Oh My! |                 | 6 aprile 1998     |                 |
| 20 | Poetry in Notion                       |                 | 6 aprile 1998     |                 |
| 21 | Pucker Up                              |                 | 6 aprile 1998     |                 |
| 22 | 5,947 Miles                            |                 | 20 aprile 1998    |                 |
| 23 | A Tale of Two Pants (Part 1)           |                 | 4 maggio 1998     |                 |
| 24 | A Tale of Two Pants (Part 2)           |                 | 4 maggio 1998     |                 |
| 25 | Oh, How They Danced (Part 1)           |                 | 18 maggio 1998    |                 |
| 26 | Oh, How They Danced (Part 2)           |                 | 18 maggio 1998    |                 |